# Antispilina ludwigi
Antispilina ludwigi is een vlinder uit de familie zilvervlekmotten (Heliozelidae). De wetenschappelijke naam is voor het eerst geldig gepubliceerd in 1941 door M. Hering.
De soort komt voor in Europa.